# Pterocryptus niger
Pterocryptus niger là một loài tò vò trong họ Ichneumonidae.